# Риба лептир
Риба лептир или афричка риба лептир (лат. Pantodon buchholzi) је врста риба из класе зракоперки, ова риба представља јединог припадника породице Pantodontidae.

## Опис
Ове рибе се највише одликују по својим грудним перајима због којих су и добиле назив рибе лептири јер када се посматрају са даљине њихова грудна пераја им дају изглед лептира. Велика пекторална односно грудна пераја су им раширена и њих углавном употребљавају за пливање на малим удаљеностима. Имају широка уста а такође се одликују и по низом разноврсниих боја обично су то светлосмеђа и зелена и тамне ознаке на перајима и доњој страни тела. Риба лептир је развила посебну способност дисања површинског ваздуха, док им њихов рибљи мехур омогућава регулацију стабилности током пливања и помаже при размени гаса док удишу површински ваздух. Просечна дужина ових риба је око 12 cm, док се у акваријумима обично гаје нешто мањи примерци дужине око 10 cm.

## Географска распрострањеност и станиште
Риба лептир је највише распрострањена у слатководним водама западне Африке, уобичајени су становници језера Чад, заступљене су такође и у реци Конго, у водама доњег Нигера а такође и у области јужне Африке у сливу горњег Замбезија. Риба лептир углавном насељава водена подручја која имају мирну и спору водену струју, са израженом густом надморском вегетацијом.

## Живот у акваријуму
За узгајање ових риба у акваријуму потребно је пре свега обезбедити акваријум који мора да одговара њиховим посебним потребама. Акваријуму је потребан филтер високог квалитета, важно је осигурати да филтер не производи велику водену струју на средини акваријума јер ове рибе не воле јаку струју. Акваријум треба да буде дубине између 15 и 20 cm, јер акваријум треба прилагодити потребама њиховог природног станишта тако да акваријум треба да буде плитак али са великом површином. Такође треба обезбедити добру количину плутајућих биљака попут индијске папрати јер оне у природном окружењу живе у води са израженом вегетацијом. Вода унутар акваријума треба дубе оптималне температуре између 25 и 27 °C.

### Исхрана
Риба лептир се у природном окружењу углавном храни инсектима тако да јој је у акваријуму потребно обезбедити довољну количину хране, док се у акваријуму ове рибе могу прехранити разноврсном смрзнутом и живом храном као што су мали рачићи или ситни црви.

### Размножавање
Током сезоне парења женке одлагају јаја у великим количинама, у стању су да положе и до 100 јаја дневно. Када женке положе јаја у акваријуму потребно их је што пре преместити у други акваријум јер не показују родитељску бригу, у стању су чак да понекад и поједу јаја. Јаја су када се положе углавном прозирна и немају боју али обично после неколико сати постају тамна, младунци се обично излегну за 3 до 4 дана. Одржавање квалитета и чистоће воде унутар акваријума је од суштинске важности јер су тек рођени младунци осетљиви на промену квалитета воде, тако да је потребно често мењати воду да би се одржала стабилна чистоћа воде која им је неопходна.

## Етимологија
Ову врсту је 1877. године описао немачки природњак Вилхелм Петерс, сматра се да име рода Pantodon потиче од грчког израза „пан” што у преводу значи „све” и „одон” што значи „зуб” па када се та два израза заједно споје дослован превод би гласио „сав зуб”. Име врсте „buchholzi” представља патроним јер је ова врста добила име по човеку који ју је открио по професору Рајнхолду Вилхелму Бухолцу. Остала имена која се често употребљавају за ову рибу су афричка риба лептир или слатководна риба лептир.